# Aličin trak
Aličin trak je naglavni obroč ali trak, navadno iz žameta. Nosi se na vrhu glave, da odstira lase s čela. Ime je dobil po ilustracijah v knjigi Alica v čudežni deželi, avtorja Lewisa Carolla, kjer je glavna junakinja narisana s takim trakom.